# Claudia Mandia
Claudia Mandia (Battipaglia, 21 ottobre 1992) è un'arciera italiana.
Ha partecipato ai Giochi olimpici di Rio de Janeiro 2016, classificandosi al quarto posto nella prova a squadre insieme a Lucilla Boari e Guendalina Sartori, miglior risultato di sempre per la selezione femminile dell'Italia.

## Biografia
Agente della Polizia Penitenziaria, Claudia Mandia è nata a Battipaglia il 21 ottobre 1992. Sin da bambina ha iniziato a praticare vari sport, ispirata dall'esempio della madre, insegnante di educazione fisica. In particolare, ha praticato pallavolo, pallacanestro e ginnastica ritmica prima di dedicarsi completamente al tiro con l'arco. Anche il fratello Massimiliano è un arciere.
Dal 2006 fa parte dalla nazionale di tiro con l'arco, con cui ha preso parte a varie manifestazioni internazionali. Il primo successo per lei arriva ai giochi del Mediterraneo del 2013, dove nella prova a squadre, insieme a Guendalina Sartori e Natalia Valeeva, ottiene la vittoria.
Nel 2016 prende parte ai giochi olimpici di Rio de Janeiro, venendo eliminata nella prova individuale ai trentaduesimi dall'americana Mackenzie Brown e perdendo nella prova a squadre la finale per il bronzo contro Cina Taipei.

## Palmarès
- Giochi del Mediterraneo

2013 - Mersin:  Oro squadre.